# AIDA-Modell
Das AIDA-Modell (auch bekannt als AIDA-Prinzip, AIDA-Formel oder AIDA-Regel) ist eine der bekanntesten Methoden im Bereich Marketing und Werbung. Sie beschreibt die vier zentralen Phasen, die Kunden während eines Kaufprozesses durchlaufen. Die Anfangsbuchstaben stehen für die Begriffe Aufmerksamkeit (Attention), Interesse (Interest), Wunsch (Desire) und Handlung (Action). Das Modell dient als Leitfaden für die Gestaltung von Marketing- und Werbemitteln, um bestimmte Zielgruppen anzusprechen. Ziel ist es, diese schrittweise zum Kauf oder einer anderen gewünschten Handlung zu bewegen.

## Ursprung und Geschichte
Die AIDA-Formel wurde im Jahr 1898 von Elmo Lewis entwickelt. Er war ein US-amerikanischer Werbefachmann. Sein Gedanke war es, Verkäufern eine Leitlinie für erfolgreiche, kundenorientierte Verkaufsgespräche an die Hand zu geben. AIDA ist ein Akronym der englischen Begriffe Attention, Interest, Desire und Action. Es handelt sich hierbei um die vier Stufen, die laut Lewis von Konsumenten durchlaufen werden, bevor sie eine finale Kaufentscheidung fällen. Die AIDA-Formel wird seit langem in der Werbebranche angewendet.

## Erläuterung der vier Phasen
Jede der vier Phasen ist ein notwendiger Schritt, um potenzielle Kunden emotional und kognitiv zu binden. Sie sollen letztlich zu einer gewünschten Handlung bewegt werden. Die vier Phasen basieren auf psychologischen Prozessen, die das menschliche Verhalten steuern, wie z. B. Aufmerksamkeitserregung, Bedürfniserweckung und Entscheidungsfindung.
Attention (Aufmerksamkeit)
Die Phase der Aufmerksamkeit ist der Ausgangspunkt der AIDA-Formel. Hier sollen potenzielle Konsumenten auf eine bestimmte Botschaft oder ein Angebot aufmerksam gemacht werden. Diese Phase ist entscheidend, da ohne das Erregen von Aufmerksamkeit die nachfolgenden Schritte nicht greifen können. Die Werbung muss hierbei sofort ins Auge springen (s. Blickfang). Unternehmen setzen dafür oft auf auffällige Farben, kreative Designs oder starke Schlagzeilen.
Interest (Interesse)
Nachdem die Aufmerksamkeit der Zielgruppe erregt wurde, gilt es, das Interesse zu wecken und aufrechtzuerhalten. Diese Phase resultiert in einer tieferen Verbindung der Zielgruppe zur Marke oder dem Produkt und soll langfristig gesichert werden. Das gelingt, indem spezifische Merkmale und Eigenschaften hervorgehoben werden, die das Produkt besonders machen.
Desire (Wunsch)
In der Desire-Phase entwickelt sich aus dem anfänglichen Interesse ein starkes emotionales Bedürfnis nach dem Produkt oder der Dienstleistung. Hier geht es darum, den Wunsch nach einem Kauf oder einer Nutzung zu entfachen. Der Kunde wird motiviert, aktiv zu werden. Dabei stellt die Werbung häufig die besonderen Vorteile oder die Einzigartigkeit des Produkts in den Vordergrund.
Action (Handlung)
Die abschließende Phase besteht darin, die Zielgruppe zu einer konkreten Handlung zu bewegen. In den meisten Fällen geht es um einen Kauf. Jedoch sind auch andere wünschenswerte Handlungen denkbar, wie eine Anmeldung. Diese Phase setzt beispielsweise auf ein zeitlich begrenztes Angebot oder einen Sonderrabatt.

## Erweiterungen des Modells
Das AIDA-Modell hat sich über die Zeit weiterentwickelt. So wurden im Laufe der Jahre zusätzliche Phasen eingeführt, die das Modell ergänzen sollen:
AIDAS: Das zusätzliche „S“ steht für den Begriff Satisfaction (Zufriedenheit). Es dient als zusätzlicher Schritt, bei dem Unternehmen überprüfen können, ob die Kunden auch nach dem Kauf zufrieden sind. Somit findet man heraus, inwiefern das Bedürfnis der Kunden gestillt wurde oder ob sie weitere Produkte kaufen würden.
AIDCAS: Bei dieser Erweiterung wird ein „C“ für Conviction (Überzeugung) hinzugefügt. Bevor der Kunde das Produkt erwirbt, soll er davon überzeugt sein, dass er die richtige Entscheidung trifft. Oftmals wird in dieser Phase über weitere Vorteile aufgeklärt, damit der Kunde sich sicher fühlt.

## Anwendungsbereiche
Ursprünglich wurde das Modell für klassische Werbekampagnen entwickelt. Inzwischen hat sich das AIDA-Modell auch im digitalen Marketingbereich, Verkaufstechniken und der Gestaltung von Kundenerlebnissen etabliert. In neuerer Zeit findet es auch Anwendung im Influencer-Marketing: Social-Media-Influencer nutzen AIDA, um ihre Follower auf Produkte aufmerksam zu machen und sie zum Kauf zu bewegen.